# نمایش در ایران (کتاب)
نمایش در ایران کتابِ بهرام بیضایی در تاریخِ نمایشِ ایران است که معتبرترین پژوهش دربارهٔ نمایشِ سنّتیِ ایرانی شناخته شده است. این را صادق کیا همچون موضوعِ «رسالهٔ ختمِ تحصیلی» ِ لیسانسِ ادبیاتِ فارسیِ بیضایی در دانشگاهِ تهران نپذیرفت، بیضایی در ۱۳۳۸ دانشگاه را ترک کرد، از ۱۳۴۱ انتشارِ سلسلهٔ مقالاتِ «نمایش در ایران» را آغاز کرد، و در ۱۳۴۴ مجموعش را به صورتِ این کتاب منتشر کرد − که، به قولی، شد «پایهٔ استوار تاریخ‌نویسی نمایش در ایران» و به قولی دیگر «بوطیقای کتاب نمایش در ایران».
یک لغت‌نامهٔ مصطلحاتِ نمایشی هم ضمیمهٔ کتاب است.

## متن
عبّاس جوانمرد به یاد آورده که «با اصرار و تأکید و سفارش» ِ فرّخ غفّاری بود که سلسلهٔ چهارده‌گانهٔ مقالاتِ «نمایش در ایران» در دورهٔ سوّمِ مجلّه موسیقی (از شمارهٔ ۶۲ تا ۷۷ به سال‌های ۱۳۴۱ و ۱۳۴۲) منتشر شد؛ و سپس‌تر، در مهرِ ۱۳۴۴، مجموعِ این مقاله‌ها در کتابی به نامِ نمایش در ایران: با شصت تصویر و طرح و یک واژه‌نامه در چاپخانهٔ کاویان به سفارشِ نویسنده طبع شد. نکته‌هایی دربارهٔ مارافسایی و معرکه‌گیری در مقالات بود که در کتاب نیامد. این کتاب سال‌ها نایاب بود و به طورِ غیرقانونی تکثیر می‌شد، تا سرانجام در سالِ ۱۳۷۹ انتشاراتِ روشنگران و مطالعات زنان با اجازهٔ اکراه‌آمیزِ بیضایی، که می‌خواست کتابش را بازبنویسد و به صورتِ جدیدی منتشر کند، چاپِ نویی ازش منتشر کرد.

## مندرجات

### «مقدمات»
در این بخش بیضایی شش یا هفت علّتِ «کم‌رشدی» ِ نمایش در ایران را برمی‌شمارد.

### «نمایش‌های پیش از اسلام»
اساس نمایش‌های پیش از اسلام بر آیین‌هایی بوده است که در نزد اقوام به شکل دست جمعی و عمومی گرداگرد سنن و آداب روزگارانشان می‌گذشته است. متن مشخصی به عنوان نوشته‌ای نمایشی از آن روزگار باقی نیست. نمایشگران از سنت‌های شفاهی استفاده کرده و سینه به سینه این آیین‌های نمایشی را منتقل می‌کردند.

### «نمایش‌های پس از اسلام»

#### «نقالی»
نقالی عبارت است از نقل یک واقعه یا قصه، به شعر یا به نثر، با حرکات و حالات و بیان مناسب در برابر جمع. نقالی از آن جهت که قصد القا اندیشه خاصی را با توسل به استدلال ندارد و از آنرو که با داستان‌های قهرمانی سر و کار دارد با خطابه متفاوت است.

#### «نمایشهای عروسکی»
نمایشهای عروسکی را ما امروزه با به کار بردن دو عنوان یکی سایه بازی و یکی خیمه‌شب‌بازی از یکدیگر جدا می‌کنیم. اما در قدیم این دو گونه به دلیل شباهت‌های ظاهری مجموعهٔ واحدی بشمار می‌رفته است.
در سایه بازی عروسک‌ها در برابر یک منبع نور حرکت می‌کنند و ما سایه آنها را می‌بینیم اما در خیمه شب بازی تماشاگر مستقیماً عروسک‌های متحرک را با بعد و رنگ بر صحنه می‌دید نه سایه آنها را.

#### «تعزیه»
«شبیه گردانی» یا «شبیه‌خوانی» یا «تعزیه» نمایشی بوده است در اصل بر پایهٔ قصه‌ها و روایات مربوط به زندگی و مصائب خاندان پیامبر اسلام و خصوصاً وقایع و فجایعی که در محرم سال ۶۱ هجری در کربلا برای امام حسین و خاندانش پیش آمد، ولی بزودی گسترش یافت و همه جنبه‌های داستانی و تفننی فرهنگ توده مردم را شامل شد.

### «ضمیمه: واژه‌نامه‌ی نمایشی»
یک واژه‌نامهٔ مختصرِ نمایش‌های ایرانی است در هفده صفحه.

## در نظرِ دیگران
فهرست ادب‌پژوهان ایرانی و آثارشان را دربارهٔ تعزیه باید با کتاب ممتاز بهرام بیضایی، نمایش در ایران (تهران، ۱۳۴۴ / ۱۹۶۵–۱۹۶۶)، آغاز کرد. بیضایی، نمایشنامه‌نویس، کارگردان فیلم و منتقد هنر است و بنا بر این واضح است که توجّه اصلی وی به جنبهٔ نمایشی تعزیه است. قرار است که کتاب مزبور، با تجدید نظر، دوباره منتشر شود.

پیتر چلکووسکی، ترجمهٔ داود حاتمی

. . . او در ۲۱سالگی زیر و زبر نمایشنامه‌نویسی ما را تدوین کرد و هیچ نمی‌دانم آیا این کتاب تجدید چاپ می‌شود یا نه. . . .

محمود دولت‌آبادی، اردیبهشتِ ۱۳۸۲
صاحب‌نظرانی نمایش در ایران را پیش از انتشارش به صورتِ کتاب هم بررسیده بودند: مثلاً یحیی ذکاء در تنقیحش مقاله منتشر کرده بود. پس از انتشارِ کتاب مجلّهٔ راهنمای کتاب آن را «محتوی بر اطلاعات مستند و مفیدی» وصف کرد. سپس‌تر درباره‌اش بسیار گفته شد. فرّخ غفّاری این کتاب را «بهترین تحقیق در بر گیرندهٔ تحول انواع نمایش‌های ایرانی از آغاز تا سال‌های ۱۳۳۰ شمسی» گفت و امیدوار بود ویراست «کاملتری» ازش فراهم و منتشر شود. مصطفی اسکویی آن را «گام دوم» (پس از بنیاد نمایش در ایرانِ ابوالقاسم جنّتی عطایی) در تاریخ‌نگاریِ نمایشِ ایران می‌دانست.
نمایش در ایران بسیارانی را تحتِ تأثیر قرار داد. بیضایی به جعلِ تاریخ و دزدیِ ادبی متّهم شد. این اثر سپس‌تر کتابِ درسیِ دانشگاهی شد و سالیانِ درازی به طورِ غیررسمی منتشر شد و دزدی‌های ادبی فراوانی ازش شد.
در صحنه‌ای از سریالِ آکتور این کتاب به دستِ علی همّتی (با بازیِ نوید محمّدزاده) دیده می‌شود.

## ادامهٔ کار
پژوهشِ بیضایی در نمایشِ ایرانی و تاریخش پس از این کتاب هم ادامه یافت، ولی کمتر منتشر شد. تا پایانِ قرنِ چهاردهمِ هجریِ خورشیدی هم از دریغ‌های بیضایی فرصت نیافتن برای تکمیلِ نمایش در ایران بوده است.

## به ایتالیایی
- Beyzaì, Bahram. Storia del teatro in Iran. tr. Mani Naimi. Seattle. 2020. ISBN 9781659115697

### توضیحات
1. ↑  البتّه نمایش در ایران دوّمین کتاب در تاریخِ نمایشِ ایرانی نیست و پیش‌تر دیگرانی چون آدولف تالاسو و مجید رضوانی و مهدی فروغ و ایشان که ابراهیم مکلّا در مقالهٔ «نمایش در ایران» (انتقاد کتاب (۴): ۱۷−۲۲. آذر و دی ۱۳۴۴.) نام برده نوشته‌هایی در این باره داشتند. به نظرِ یدالله آقا عبّاسی «در واقع مقاله‌های برخی نویسندگان و پژوهشگران که از اواخر دوره قاجار و حول مفهوم «بازگشت به خویشتن» در تعدادی از نشریات آن دوره از جمله «هنر و مردم» به انتشار رسید، بعد از دهه‌ها در تلاش‌های بهرام بیضایی متبلور می‌شود.» (https://theater.ir/fa/124102)
2. ↑  مثلاً در دههٔ ۱۳۴۰ در جستجوی اسناد یا اطّلاعاتی خانوادگی، به کمکِ خلیل ملکی، با علی امینی دیدار و گفتگو کرد؛ که حسّاسیتِ ساواک را هم برانگیخت. (− (۱۳۷۹). علی امینی به روایت اسناد ساواک. تهران: مرکز بررسی اسناد تاریخی وزارت اطلاعات. ص. ۴۳۲. شابک ۹۶۴-۵۶۴۵-۲۳-۹.)

### ارجاعات
1. ↑  Beeman، Abdel-Malek و  Greenwood، «Middle East»، 742.
2. ↑  Ghanoonparvar، «DRAMA».
3. ↑  غریب‌پور، «طلحکِ بیضایی»، ۸۴.
4. ↑  غفاری، «درآمدی بر نمایش‌های ایرانی»، ۱۸۱.
5. ↑  سمامی حائری، «شیوه‌های نمایش در ایران»، ۴.
6. ↑  جوانمرد، «دیدار با خویش»، ۲۲۰–۲۱۹.
7. ↑  http://ensani.ir/fa/mags/art-moosigh/magazines.aspx
8. ↑  «نسخه آرشیو شده». بایگانی‌شده از اصلی در ۱ دسامبر ۲۰۱۷. دریافت‌شده در ۴ فوریه ۲۰۱۵.
9. ↑  مکلا، «نمایش در ایران»، ۲۲.
10. ↑  لاهیجی و  منصوری، «آثار بهرام بیضایی در چهار جلد منتشر می‌شود»، ۱۲.
11. ↑  «نسخه آرشیو شده». بایگانی‌شده از اصلی در ۱۸ اوت ۲۰۱۶. دریافت‌شده در ۴ فوریه ۲۰۱۵.
12. ↑  مکلا، «نمایش در ایران»، ۱۹.
13. ↑  نجم، «هنر نقالی در ایران»، ۳۹−۴۰.
14. ↑  چلکووسکی، «کتابشناسی»، ۳۵۰.
15. ↑  −، «امید روحانی، محمود دولت‌آبادی و محمدضا اصلانی از بهرام بیضایی گفتند/1»، ایسنا.
16. ↑  ذکاء، «انتقادی بر نمایش در ایران».
17. ↑  افشار، «معرفی کتابهای تازه»، ۸۸.
18. ↑  غفاری، «کتابشناسی مختصر نمایش‌های ایرانی»، ۳۲۸.
19. ↑  اسکویی، «سیری در تاریخ تئاتر ایران»، ۳۲.
20. ↑  فتحعلی‌بیگی و  گله‌دارزاده، «با سیاه‌بازی همه چیز می‌توان گفت؛ حتی فلسفه»، ۱۰.
21. ↑  شمس لنگرودی و  مظفری ساوجی، «آن جا که وطن بود»، ۱۷۱.
22. ↑  مخبری، «کارگردانی مهمترین بازی است!»، ۳۷.